# (33178) 1998 FL15
1998 FL15 (asteroide 33178) é um asteroide da cintura principal. Possui uma excentricidade de 0.16579850 e uma inclinação de 12.08304º.
Este asteroide foi descoberto no dia 27 de março de 1998 por Frank B. Zoltowski em Woomera.